# Teodorico (conte palatino di Sassonia)
Teodorico, (in tedesco Thiedrich e in latino Theodericus) (... – 6 marzo 995), fu conte palatino di Sassonia dal 982 alla sua morte.

## Biografia
Teodorico nacque da Gualderedo (in tedesco Waldered) e Berta, morti entrambi intorno al 984. Anche se lo storico Schölkopf ha ipotizzato che il conte palatino di Sassonia Adalberone fosse in realtà il padre di Teodorico, pertanto Gualderedo sarebbe stato suo suocero. Forse apparteneva alla stirpe degli Immedingi.
Nel 984 tentò invano di conquistare il favore del duca di Baviera Enrico il Litigioso, dopo il suo rilascio dal carcere diretto in Sassonia. Insieme al fratello Sigeberto I di Asselburg, detto Sicco, (in latino Sibertus o Sigibertus) si misero a piedi nudi per chiedergli perdono presso Corvey.
Secondo un documento del 10 agosto 990, Sigeberto I possedeva la contea di Liesgau, mentre Teodorico possedeva la contea di Ostfalia con la fortezza di Mundburgo.

## Matrimonio e figli
Sposò Fritheruna, probabilmente figlia del conte palatino di Sassonia di Adalberone oppure, sempre secondo Schölkopf, figlia di Gualderedo. La coppia ebbe sei figli:
- Sigeberto;
- Bernoardo (960 ca, – Hildesheim, 20 novembre 1022), vescovo di Hildesheim;
- Thankmaro, detto Tammo († 1037), conte ad Astfala e di Hessengau;
- Thietburgo;
- Giuditta, badessa di Ringelheim;
- Unguano (in tedesco Unwan) († 27 gennaio 1029), arcivescovo di Amburgo-Brema.